# Тринчер, Анна Леонидовна
А́нна Три́нчер (укр. Анна Леонідівна Трінчер; род. 3 августа 2001, Киев) — украинская певица и актриса, представительница Украины на песенном конкурсе «Детское Евровидение – 2015», суперфиналистка восьмого сезона «Голос страны», участница второго сезона «Голос. Дети», а также актриса сериала «Школа».

## Творчество
Анна Тринчер начала свою музыкальную карьеру в хоре, в котором пела с 6 лет. Затем она училась в музыкальной школе по классу бандуры. С 9 лет стала петь уже сольно.
В 2014 году Анна принимала участие в национальном отборе на Детское Евровидение 2014 с песней «Небо знає» (рус. «Небо знает»), но тогда на первом месте оказалось трио «Sympho-Nick».
В 2015 году она стала участницей второго сезона телепроекта «Голос. Дети», дошла до этапа «Бои».
Позднее, победив в национальном отборе, она представляла Украину на Детской Новой волне 2015, где заняла пятое место.
В 2015 году она вновь подала заявку на участие в национальном отборе на Детское Евровидение. И 22 августа она победила в финале отбора с песней «Почни з себе», написанной в соавторстве с Вадимом Лисицей и певицей Алёша. Тем самым она получила право представлять Украину на Детском Евровидении 2015. 21 ноября состоялся финал, на котором Анна выступала под номером 12 и заняла одиннадцатое место.
Среди других её достижений — третье место на ХІІІ Международном фестивале языков и культур (англ. The International Festival of Language and Culture), который проходил в мае 2015 года в Бухаресте.

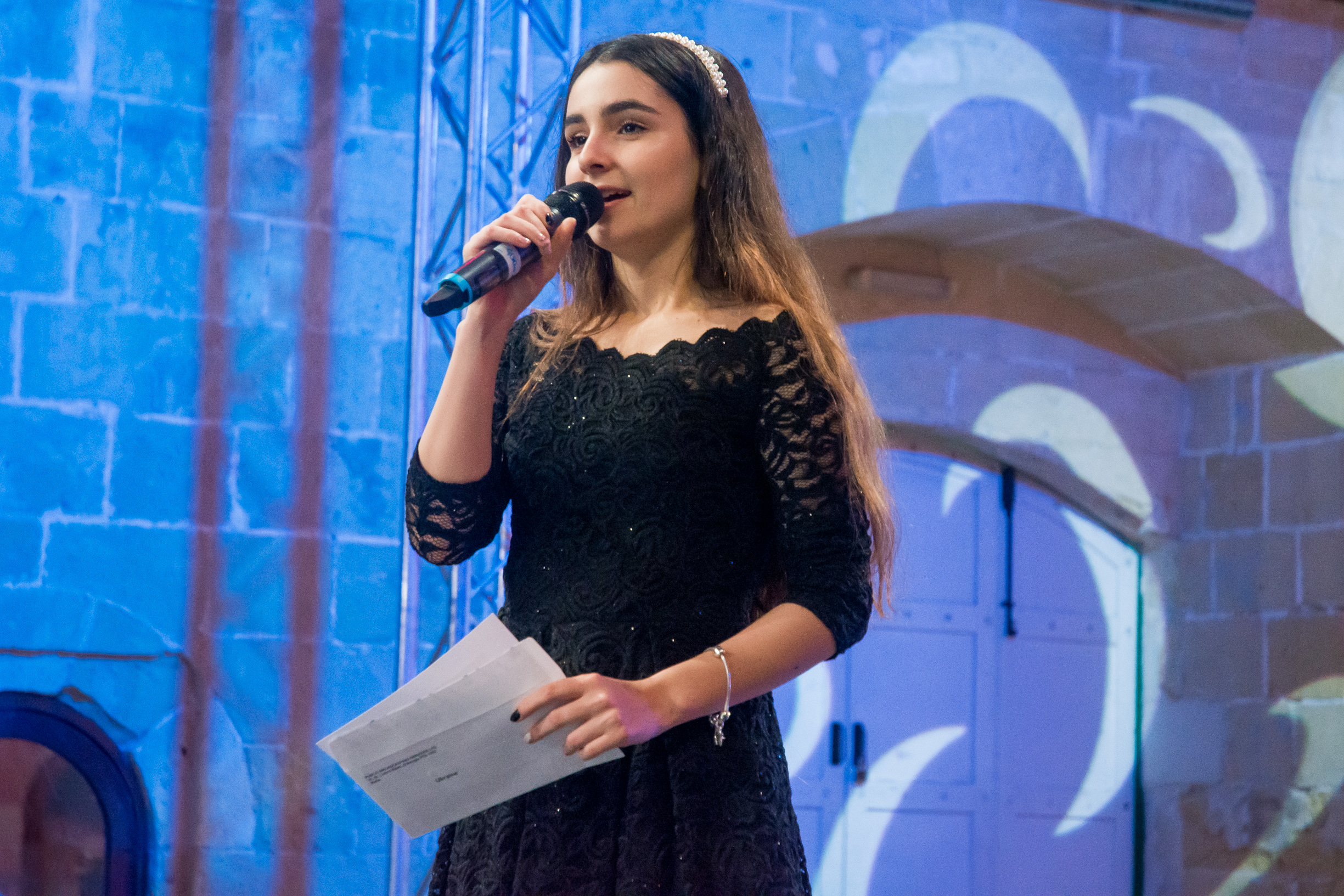
Анна Тринчер в качестве глашатая на Детском Евровидении 2016

16 февраля 2016 года состоялась премьера её клипа на песню «Почни з себе». «Это такой себе образ происходящего сейчас в мире, люди забывают о человечности и друг друге. Винят окружающих в своих бедах, хотя виноваты во всём сами», — рассказала о нём Анна. В июне Анна стала лауреатом премии городского головы Киева за особые достижения молодежи в развитии Киева. 20 ноября приняла участие в Детском Евровидении 2016 в качестве глашатая, объявляя результаты голосования украинского жюри.
В 2018 году Тринчер приняла участие в восьмом сезоне «Голос страны», а также, после окончания школы, Анна поступила в Киевский национальный университет культуры и искусств на актёрский факультет.
В мультфильме «Человек-Паук: через Вселенные», премьера которого состоялась 13 декабря 2018 года, Анна озвучила главную героиню — Пенни Паркер.
В марте 2019 года вышел клип на песню «Школа», на съёмки которого Анна позвала актёров одноимённого сериала — Богдана Осадчука, Карину Чернявскую, Ирину Кудашову, Сашу Петренко, Янину Андрееву, Никиту Вакулюка и других. В ноябре того же года состоялась премьера lyrics video на песню «Короче Понятно», также был выпущен клип на песню «Малиновые Волосы» продюсером которым был Александром Диколь.
10 ноября 2020 года состоялась премьера клипа на украинском языке на песню «Метелики».
29 Апреля 2021 года, состоялся релиз на написанную совместно с Дмитрием Сысоевым песню «Kiss». Далее Тринчер представила видео работу совместно с FOXXStidio «По Губам». 18 ноября 2021 года, состоялась премьера видео работы на песню «Лише тебе», которую Анна посвятила своему возлюбленному Александру Волошиному.

## Актёрская деятельность
В августе 2016 года Анна прошла актёрские курcы филиала Нью-Йоркской академии кино в Лос-Анджелесе. Чтобы получить диплом, Анне пришлось сняться в нескольких пробных короткометражках.
В сентябре того же года, чтобы закрепить диплом, Анна снялась в роли пропавшей девушки Сабины в эпизоде «Избушка» телешоу «Реальная Мистика» на телеканале Украина (был показана в эфире 10 февраля 2017 года).
В апреле 2017 года Тринчер прошла кастинг на роль Наты в сериале «Школа» канала 1+1. Съёмки проходили в киевской школе № 106 с 1 августа по 4 ноября 2017 года. Премьера сериала, ставшего самым рейтинговым на украинском ТВ в сезоне осень 2017 — зима 2018, состоялась 15 января 2018 года.
В декабре 2018 года вышел американский анимационный фильм «Человек-паук: Через вселенные», в котором Тринчер озвучила пилота Работа-паука, Пенни Паркер. В том же месяце на телеканале СТБ состоялась премьера телефильма с её участие «Новогодний ангел».

## Дискография

### Синглы
- «Небо знає» (2014)
- «Почни з себе» (2016)
- «Не бойся» (2016)
- «Light Up The Sky» (2016)[27]
- «Want To Ask» (2016)
- «Love» (2017)
- «SOS» (2017)
- «Живи» (2018)[28]
- «#ауЛюбвиНетуВозраста» (2018)
- «Love Story» (2018)
- «На Оболоні» (2018)
- «РЖНМГ» (2018)
- «Если не спать» (2019)
- «Школа» (2019)
- «Короче понятно» (2019)
- «ШИЗИЛЮБОВЬ» (2020)
- «Малиновые волосы» (2020)
- «Метелики» (2020)
- «По губам» (2021)
- «Бла бла бла» (2021)
- «Лише тебе» (2021)
- «Плакса» (feat. Jerry Heil) (2021)
- «Не залишай» (2022)
- «Разом до перемоги» (feat. DOROFEEVA, Оля Полякова, Jerry Heil, TAYANNA, Khayat) (2022)
- «Ти робив мені каву» (feat. Mountain Breeze) (2022)
- «Рідна мати моя» (2022)
- «Лише ти і я» (2022)
- «Який ти козак» (feat. POSITIFF) (2022)
- «Зай» (2022)
- «Шлях до Перемоги» (feat. Оля Полякова, POSITIFF) (2023)
- «Кропива» (2023)

## Видеография
| Год  | Название                           | Режиссёр                             |
| ---- | ---------------------------------- | ------------------------------------ |
| 2014 | Небо знає                          | Максим Зубченко                      |
| 2016 | Почни з себе                       | Владимир Шпак                        |
| 2016 | Не бойся                           | Максим Зубченко                      |
| 2016 | Want to ask                        | Максим Зубченко                      |
| 2017 | SOS                                | Максим Зубченко                      |
| 2017 | Light Up the Sky                   | Дарья Литвиненко                     |
| 2017 | Love                               | Анастасия Игнатова Евгения Задворная |
| 2018 | Живи                               | Максим Зубченко                      |
| 2018 | #ауЛюбвиНетуВозраста               | Анастасия Игнатова                   |
| 2018 | Love Story                         | Максим Савинов                       |
| 2018 | #РЖНМГ                             | Дмитрий Мухин                        |
| 2019 | Если не спать                      | Александр Фауст                      |
| 2019 | Школа                              | Максим Басист                        |
| 2019 | Короче, понятно                    | Анастасия Игнатова Евгения Задворная |
| 2020 | ШИЗИЛЮБОВЬ                         | Яна Браценюк                         |
| 2021 | По губам                           | Герман Ненов                         |
| 2021 | Лише тебе                          | Аня Бод                              |
| 2021 | Не залишай                         | Олексій Бондар                       |
| 2022 | Ти робив мені каву (feat. MBreeze) | Валерия Фадеева, Катарина Дема       |
| 2022 | Рідна Мати Моя                     | Роман Данилюк                        |
| 2022 | Зай                                | Валерия Фадуеуева / Катерина Дема    |
| 2022 | Який ти козак                      | Марк Телпіс                          |
| 2023 | Шлях до перемоги                   | Олексій Бондар                       |

## Фильмография
| Год  | Русское название                    | Оригинальное название              |
| ---- | ----------------------------------- | ---------------------------------- |
| 2017 | Реальная мистика (эпизод «Избушка») | Реальна Містика (епізод «Хатинка») |
| 2018 | #Школа                              | #Школа                             |
| 2018 | «Человек-Паук: вокруг Вселенной»    | Людина-павук: Навколо всесвіту     |
| 2018 | «Новогодний ангел»                  | Новорічний янгол                   |
| 2020 | Отражение звезды                    | Тінь зірки                         |
| 2020 | Водоворот                           | Проти течії                        |
| 2021 | Моя любимая Страшко                 | Моя улюблена Страшко               |
| 2021 | Соседка                             | Сусідка                            |
| 2021 | Сумасшедшая свадьба 3               | Скажене Весілля 3                  |
| 2022 | Любовь и блоггеры                   | Любов і блогери                    |